# Niels Henriksen
Niels Henriksen, né le 4 février 1966 à Gentofte, est un rameur danois.

## Biographie

### Palmarès

#### Aviron aux Jeux olympiques
- 1996 à Atlanta,  États-Unis
  -  Médaille d'or en quatre sans barreur poids légers[1]

#### Championnats du monde d'aviron
- 1988 à Milan,  Italie
  -  Médaille de bronze en huit poids légers
- 1989 à Bled,  Yougoslavie
  -  Médaille d'argent en huit poids légers
- 1993 à Račice,  Tchéquie
  -  Médaille d'argent en huit poids légers
- 1994 à Indianapolis,  États-Unis
  -  Médaille d'or en quatre sans barreur poids légers
- 1995 à Tampere,  Finlande
  -  Médaille d'argent en quatre sans barreur poids légers